# Tell Kunara
Koordinaten: 35° 31′ 10″ N, 45° 21′ 34″ O

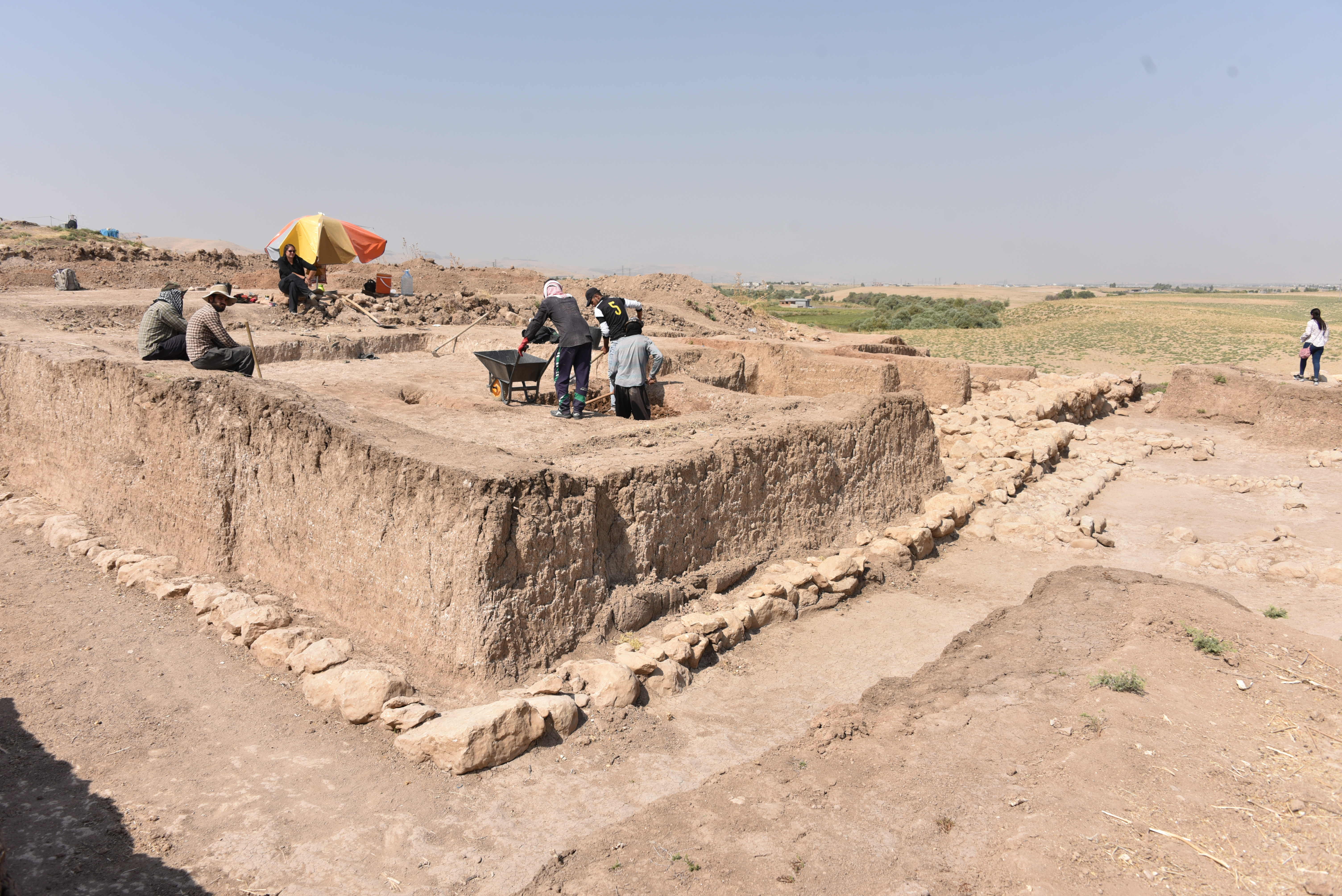
Französische Ausgrabungen in Tell Kunara (Oktober 2019).

Tell Kunara ist eine antike archäologische Stätte im Nahen Osten, etwa 5 km südwestlich von Sulaimaniyya in der Region Kurdistan im Irak. Es liegt am Fluss Tanjero. Die Stätte war von der Kupfersteinzeit bis zum frühen zweiten Jahrtausend v. Chr. besiedelt.

## Geschichte

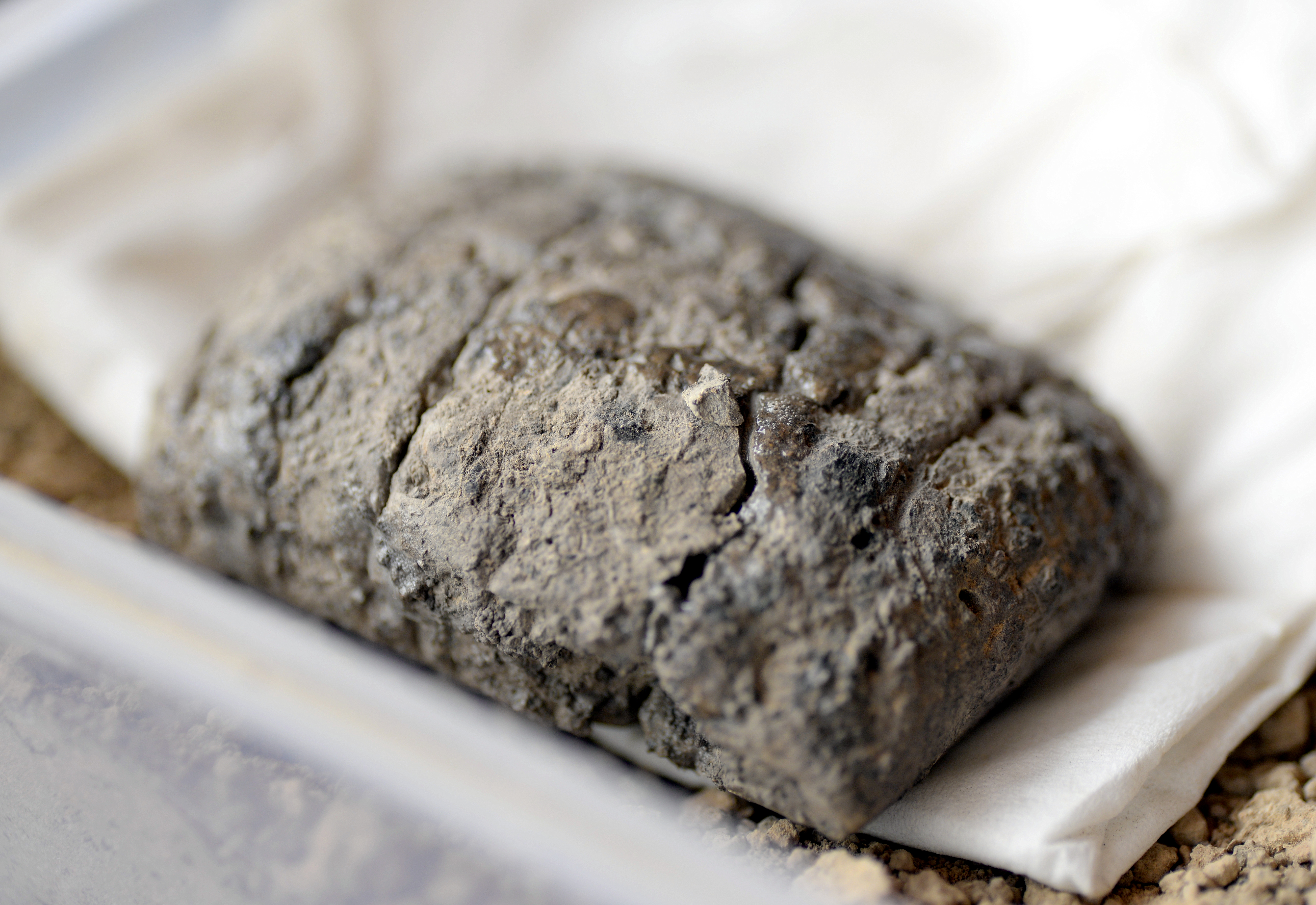
Tontafel aus Tell Kunara zum Schutz mit Schlamm bedeckt (Sulaimaniyya-Museum).

Die Stätte war in der akkadischen, Ur III- und Isin-Larsa-Zeit bewohnt. Die Ausgräber haben spekuliert, dass die Stadt mit ihren monumentalen Gebäuden die Hauptstadt eines Staates der Lulubi war. Es gab drei Kulturstufen (Stufen 1 und 2 wurden mit Radiokohlenstoff datiert)
- Stufe 1 – Mittlere Bronzezeit (2000–1900 v. Chr.) (in Bereich C)
- Stufe 2 – Ende der frühen Bronzezeit (2200–2000 v. Chr.) (in den Bereichen A und B)
- Stufe 3 – Frühe Bronzezeit (2350–2200 v. Chr.) (in den Bereichen A und D)

Epigraphische Beweise zeigen, dass die Stadt einen Ensi (sumerischer Gouverneur) hatte, aber unter welcher Schirmherrschaft er stand, ist derzeit unbekannt. Es wurden mehrere Keilschrifttafeln entdeckt, die Vorratslisten von Mehl und Getreide darstellen. Darunter waren Lagerhäuser mit 200 Litern an Vorräten, was auf eine Landwirtschaft in großem Maßstab hindeutet. Es wurden auch einige für die Region untypische Personennamen entdeckt. Leider taucht der Eigenname der Stadt nicht auf.

## Archäologie

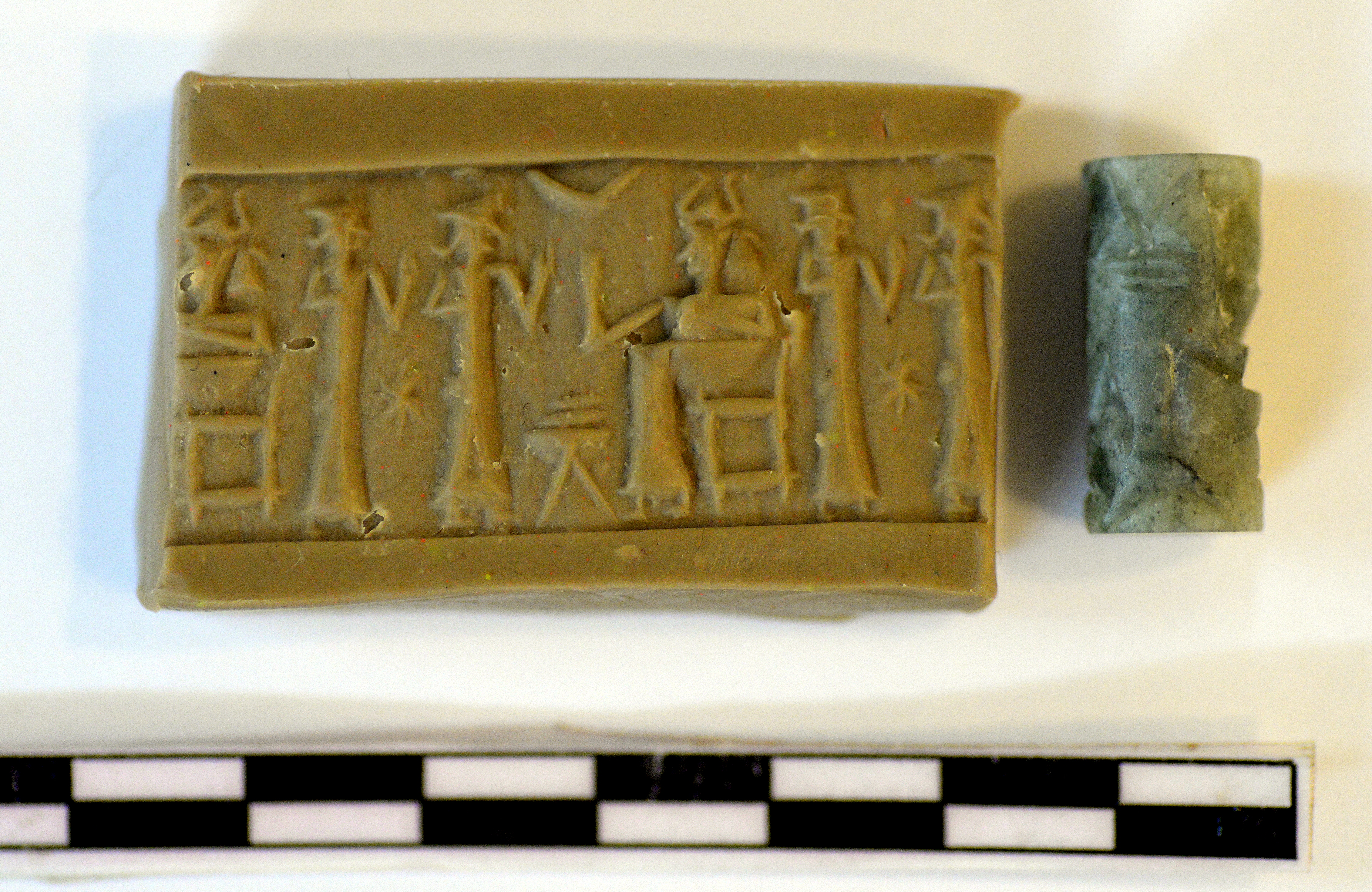
Akkadisches Rollsiegel aus dem späten dritten Jahrtausend v. Chr. (Sulaimaniyya-Museum).

Die Stätte wurde erstmals 1943 besucht, als Sabri Schukri von der irakischen Generaldirektion für Altertümer in Bagdad eine Untersuchung durchführte und einen Bericht am 10. November 1943 herausgab. Gemäß seines Berichtes bestand Tell Kunara aus zwei ovalen Hügeln, die zusammen 400 mal 600 Meter groß und eine Höhe von 10 Meter haben. Heutzutage führt eine Straße zwischen den beiden Hügeln durch. Der westliche Hügel ist höher als der östliche, der wohl die Unterstadt darstellt. Doch die Stätte wurde danach für Jahrzehnte vergessen. Erst 2011 wurde sie im Rahmen eines Surveys der Region von Christine Kepinski wieder registriert. Eine geomagnetische Untersuchung in Tell Kunara zeigte Anzeichen eines monumentalen (60 Meter mal 30 Meter) Gebäudes in der Unterstadt. Es wurde seit 2012 von einem Team des französischen Centre national de la recherche scientifique unter der Leitung von Christine Kepinski und Aline Tenu ausgegraben. Laut Tenu umfasst das Gelände eine Fläche von 7 bis 10 Hektar und der westliche Hügel mit der Oberstadt ist heute 20 Meter hoch. Der östliche Hügel besteht aus alluvialem Material.
Nach 2012 wurden die Arbeiten mit einer Pause 2014 jährlich bis 2019 durchgeführt. 2015 wurden einige 10 × 10 cm große Keilschrifttafeln gefunden,  von denen die meisten Auflistungen von Mehlrationen betrafen. 2018 wurde weitere Tafeln – diesmal mit Getreidevorräten – gefunden. Die Mengen wurden in einer neuen Art von Gur (Volumenmaß) aufgeführt, das nicht mit dem bekannten akkadischen Gur (entsprechen etwa 300 Liter) identisch ist, sondern eher dem Gur Subartus ähnelt.
Die Ausgrabungen konzentrierten sich auf drei Bereiche:
- Bereich A – Auf dem oberen Hügel: Es wurde ein monumentales Gebäude gefunden, mit einer 2,6 Meter breiten Mauer, die auf einem sehr großen Steinfundament errichtet wurde. Die Wände bestanden aus Schichten aus rechteckigen Lehmziegeln, die mit verdünntem Bitumen geschützt und mit einem Mörtel mit zerkleinerten Knochen verbunden waren, abwechselnd mit etwa 0,60 m Pisé. Das Gebäude, das ein früheres mit ähnlichem Grundriss überlagert, war von einem 100 Quadratmeter großen Innenhof mit einem 10 Meter langen Terrakottarohr für die Entwässerung umgeben. Die Hügelkuppe war zuvor durch eine mehrere Meter dicke Sandschicht versiegelt und eingeebnet worden. Unter den Kleinfunden befand sich ein Anhänger aus Bronze.[9]
- Bereich B – In der Unterstadt: Es wurden ein einfaches, schlecht erhaltenes Gebäude gefunden. Daneben noch ein monumentales Gebäude mit 1,6 Meter dicken Mauerfundamenten aus massiven Steinen. Die Überreste des Gebäudes auf Ebene 3 hatten große Wände in einer völlig anderen Ausrichtung. Zu den kleineren Funden gehörte ein fein geschnitztes Rollsiegel aus grünlichem akkadischem Stein.[9]
- Bereich C – Eine große, aber flache Ausgrabung am äußeren Rand des Geländes im Süden: Fragmentarische Überreste, die mit der Nahrungsmittelproduktion in Verbindung zu stehen. Die Ebenen 2 und 3 sind Teile eines monumentalen Gebäudes mit 1,4 Meter dicken Wänden. Auf der untersten Etage befanden sich viele Vorratsgläser.[6]
- Bereich D – mehrere schmale Gräben am Hang der Unterstadt, um nach einer Verteidigungsmauer zu suchen und die Wechselbeziehung zur Oberstadt zu untersuchen. Zu den kleinen Funden hier gehörten Perlen, ein Obsidian-Feuerstein und eine lithische Pfeilspitze vom akkadischen Typ.[6]